# وسائی ویرر
وسائی ویرر (به انگلیسی: Vasai-Virar) یک منطقهٔ مسکونی در هند است که در Thane district واقع شده‌است.

## خصوصیات
وسائی ویرر ۱٬۲۲۱٬۲۳۳ نفر جمعیت دارد و ۱۱ متر بالاتر از سطح دریا واقع شده‌است.